# Мессерер, Филипп Азарьевич
Филипп Азариевич Мессерер (Phil Messerer; род. 27 апреля 1974) — американский кинорежиссёр, сценарист и продюсер.
Родился в семье журналиста Азария Мессерера. Семья эмигрировала в США, когда Филиппу было 7 лет. Вырос в Нью-Йорке. Учился в University of Wollongong (1995 год), в Уоллонгоне, Австралия. Свой путь в кинематографе начинал с кинокомпании The Sugar Factory.
Живёт и работает в Калифорнии, США.

## Фильмография
- 2008 — Hollywood Hustle (документальный)
- 2008 — Thicker Than Water: The Vampire Diaries Part 1
- 2008 — Model Latina (телесериал)
- 2009 — Clouds (короткометражный)
- 2009 — Wabenaki Braves (документальный короткометражный)
- 2009 — Revealed: Anatomy of a Recovery (телевизионный, документальный)
- 2010 — Hip Korea: Seoul Spirit — Yu-Na Kim (телеспектакль)
- 2012 — Underbelly Blues (в плане)